# Uch
Uch, auch Uch Sharif, Utsch, ist eine historische Stadt in Pakistan. Sie liegt etwa 75 km südwestlich von Bahawalpur in der Provinz Punjab.
Früher lag die Stadt am Zusammenfluss der Flüsse Indus und Chenab, heute liegt sie etwa 100 km davon entfernt. Sie war im indischen Mittelalter ein wichtiges Zentrum und eine Festung des Delhi-Sultanats im 13. Jahrhundert.
In Uch Sharif stehen die Mausoleen von Bibi Jawindi, Baha'al-Halim und Jalaluddin Bukhari, die als Meisterwerke der islamischen Architektur angesehen werden und in Pakistans Vorschlagsliste für das UNESCO-Welterbe aufgenommen wurden.

## Geschichte
Es wird angenommen, dass im Jahr 325 v. Chr. Alexander der Große eine Stadt mit dem Namen Alexandria am Indus, das erste Alexandria am Fluss, am damaligen Zusammenfluss von Chenab und Indus gründete. Griechische Historiker nehmen jedoch an, dass die Stadt Oxydracae genannt wurde.
Im Jahre 710 eroberte Muhammad bin Qasim die Stadt, während der islamischen Periode war Uch eines der Zentren für islamische Studien in Südasien.

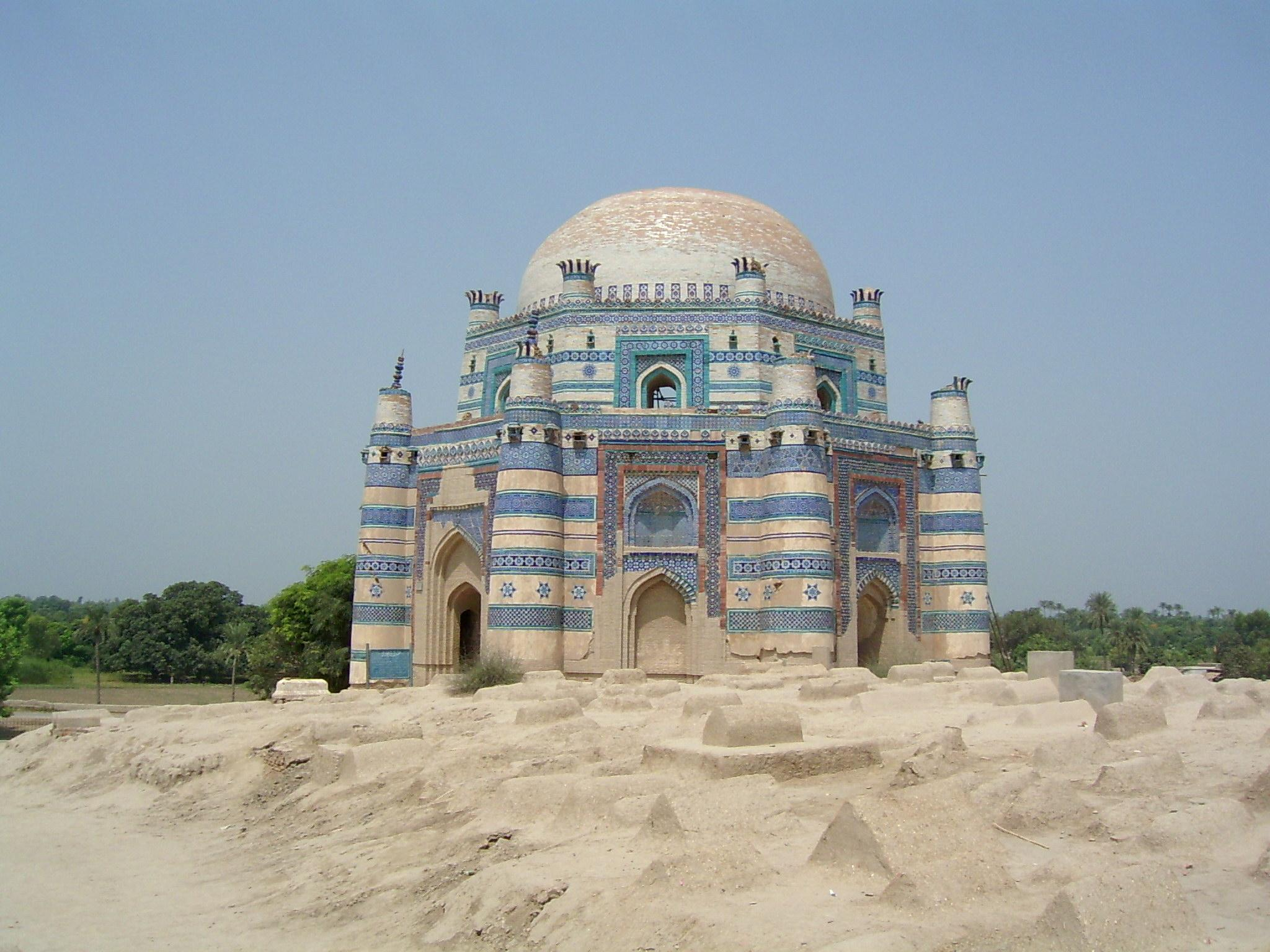
Grabbau in Uch Sharif

Es gibt in Uch verschiedene Mausoleen berühmter Mystiker (Sufis), so die Moschee und das Mausoleum von Syed Jalaluddin Bukhari und seiner Familie. Daneben gibt es verschiedene überkuppelte Gräber; das erste soll für Baha’ al-Halim von seinem Schüler, dem Suharwardiya Sufi-Heiligen Jahaniyan Jahangasht (1307–1383), gebaut worden sein, das zweite für dessen Großenkelin, Bibi Jawind, im Jahr 1494 und das dritte für seinen Architekten.

## Gräber und Schreine
- Bibi Jiwandi (Grab)
- Bahawal Haleem (Grab)
- Ustad Nuriya (Grab)[3]
- Jalal ud Din Surkhposh
- Jahanian Jahangashat Bukhari
- Rajan Qataal
- Mehboob Subhani
- Jamal Dervesh[4]